# Антон Хекимян
Антон Борисов Хекимян е български журналист и политик, заемал поста директор на отдел „Новини, актуални предавания и спорт“ на bTV от 21 декември 2020 г. до 22 септември 2023 г., когато подава оставка, за да се кандидатира за кмет на София от партия ГЕРБ. Остава на 3-то място. Избран за общински съветник в Столичния общински съвет за мандат 2023 - 2027 година. Председател на групата на ГЕРБ (СДС) в СОС.

## Кратка биография
Роден е на 22 май 1984 г. в Стара Загора. Майка му е българка, а баща му – арменец. Хекимян завършва езиковата гимназия „Ромен Ролан“ в Стара Загора с немски и английски. След завършване на средното си образование започва да следва журналистика в Софийския университет.
Започва професионалния си път още в първи курс като стажант в bTV през 2003 г., а от 2004 г. е репортер в сутрешния блок на телевизията. През октомври 2013 г. става водещ на съботно-неделния сутрешен блок на bTV „Тази събота и неделя“.
От 2 юни 2014 г. води най-рейтинговото сутрешно предаване „Тази сутрин“ по bTV до 26 февруари 2021 г.
През 2015 г. продуцентите на сутрешния блок на bTV „Тази сутрин“ създават специална рубрика „Предизвикай Хекимян“, имаща за цел водещият да задава на гостите на предаването непопулярни зрителски въпроси, засягащи тежки обществени процеси, както и работата на управляващите.
Друга знакова рубрика, която Хекимян води, е специалното издание на bTV Новините „Попитай…“, в което пред него застават най-важните обществени фигури на деня – министър-председателят и президентът, за да отговорят на въпросите, които вълнуват обществото.
През март 2020 г. Хекимян е водещ на специално предаване, посветено на разпространението на COVID-19 в България и на извънредното положение в страната. От 21 декември 2020 г. е директор на „Новини, актуални предавания и спорт“ на bTV на мястото на Венелин Петков.
На 23 септември 2023 г. Хекимян съобщава в своя „Фейсбук“ профил, че напуска bTV след 19 години в телевизията. Два дни по-късно е издигнат от ГЕРБ за кандидат-смет на София.

## Конфликти и спорове
На 11 февруари 2020 г. депутатът и лидер на НФСБ Валери Симеонов обвинява в корупция журналистите от Би Ти Ви – Антон Хекимян и директора на новините Венелин Петков, които според него не са взели отношение и не са реагирали на сигнал за престъпни схеми на задържания в началото на годината хазартен бос Васил Божков. Според него журналистите получили сигнал на 15 декември 2019 г. в ефира на медията от Цветомир Найденов, който по това време е съдружник на Божков в „Ефбет“. По-късно през деня Би Ти Ви излиза с официална позиция в защита на журналистите от медията.
Друг конфликт, който се разигра беше между Венелин Петков и Антон Хекимян. В средата на декември 2023 г. се разрази публичен конфликт между бившите журналисти и ръководители на новини във bTV – Венелин Петков и Антон Хекимян, във връзка с провеждането на интервюта с тогавашния премиер Бойко Борисов. Венелин Петков, който е водещ на новините (2000–2014) и по-късно директор „Новини, актуални предавания и спорт“, в интервю пред Генка Шикерова („Свободна Европа“) твърди, че „Антон Хекимян беше предпочитаният журналист за интервюта на тогавашния премиер Бойко Борисов. Това е една от посоките, от която е имало опити за натиск – кой да интервюира премиера“. Петков допълва, че като директор той е изпитвал „натиск […] от ръководството“. В отговор, Хекимян публикува в своя Facebook пост, обръщайки се към Петков: „Венелине, кажи си… как усмихнат като комсомолски секретар и приведен до земята, в качеството си на шеф на новините на bTV, лично ми водеше Борисов в студиото преди интервю“ . Така Хекимян контрира, че именно Петков е обслужвал премиера при подредбата на гостуванията, повдигайки обвинение за неискреност и прикриване. Двамата са заемали ключови позиции в bTV – първо Петков, после Хекимян – което придава допълнителна тежест на обвиненията, свързани с медиен контрол и влиянието на политиците върху съдържанието. Наскоро Хекимян се завърна като кандидат за кмет на София (ГЕРБ), а спорният му преход засили общественото внимание към дебата за свободата на словото и границите между медии и власт. Този публичен „задочен спор“ се превърна в пример за напрежение между журналистически етика и политически интереси, особено що се отнася до прозрачността на интервютата с влиятелни фигури. 

## Признания и награди
През 2016 г. получава награда за журналистика: „за обективно отразяване на позициите на Българската търговско-промишлена палата и на нейните членове по актуални стопански теми, с ясен сигнал за проблемите на българския бизнес и ролята на Палатата в негова защита“.  На церемонията по връчването Хекимян казва, че макар само неговото име да е върху грамотата, тя е признание за работата на целия му екип. По-късно същата година той получава и отличието на Академията за мода „БГ модна икона 2016“.